# 田中織之進
田中 織之進（たなか おりのしん、1911年2月27日 - 1978年3月2日）は、和歌山県の被差別部落出身の政治家、新聞記者、部落解放運動家。衆議院議員。

## 経歴
九州帝国大学法学部卒。読売新聞社政経部次長の時に日本の敗戦を迎え、1947年、第23回衆議院議員総選挙に日本社会党から出馬して当選。この選挙で当選した部落出身議員には、ほかに田中松月、松井豊吉、吉川兼光、加藤静雄、宮村又八がいた。以後、社会党左派の議員として8選を重ね、日米安保反対派として論陣を張る。
1966年、貿易商社の不正輸出事件に絡み東京地検に恐喝容疑で起訴され、7年後に無罪が確定。この事件を機に社会党を離れ、無所属となる。
かたわら、部落解放全国委員会常任中央委員、部落解放同盟和歌山県連委員長、部落解放同盟常任中央委員、同書記長を歴任。参議院の松本治一郎、衆議院の八木一男、楢崎弥之助、田原春次らとともに「解放の議席」の一角を占めた。日中友好協会国交回復委員会委員長を務めた。